# Даниленко, Александр Ефимович
Александр Ефимович Даниленко (род. 19 марта 1930 — 2 декабря 2005) — советский и российский учёный (ядерная физика), лауреат Государственной премии СССР, кандидат физико-математических наук.
Окончил школу (с золотой медалью) и математико-механический факультет Ленинградского государственного университета (1952).
С 1952 г. научный сотрудник Российского федерального ядерного центра ВНИИ экспериментальной физики (РФЯЦ ВНИИЭФ) (Арзамас-16, ныне Саров). Последние должности — заместитель начальника отдела, ведущий научный сотрудник.

### Награды
- Орден Ленина
- Трудового Красного Знамени
- Лауреат Государственной премии СССР (1967).